# Петрус-Лютткенс, Анна
Анна Мария Луиза Петрус-Лютткенс, урождённая Петерссон (швед. Anna Maria Louise Petrus-Lyttkens; 2 июня 1886, Уппсала — 26 июля 1949, Кальмар) — шведская художница и скульптор.

## Биография и творчество
Анна Петерссон родилась в Уппсале в 1886 году. Её родителями были Оскар Виктор Петерссон, профессор педиатрии, и графиня Мария Стакельберг. Скульптурному искусству Анна начала обучаться в Лондоне, а затем поступила в Королевскую академию искусств в Стокгольме. Её первая выставка, совместно с Гретой Рут, состоялась в 1916 году. В том же году она вышла замуж за Харальда Лютткенса. В 1919 году Анна Петрус-Лютткенс и Сири Деркерт, её подруга по Академии, провели совместную выставку в Копенгагене.
В 1920 году должна была состояться персональная выставка Анны Петрус-Лютткенс в Стокгольме, однако незадолго до открытия в её мастерской произошёл пожар, уничтоживший около ста скульптур. Выставка, тем не менее, состоялась, хоть и в ограниченном объёме. Вскоре Анна отправилась в путешествие по Италии, Северной Африке и Франции. Новые впечатления вдохновили её на творчество в области прикладных искусств. В частности, она создавала подсвечники, письменные приборы, вазы, столешницы и т. д., используя медь, бронзу и олово. Некоторые столы были созданы ею совместно с архитектором Уно Ореном и серебряных дел мастером Карлом Войтехом. С середины 1920 годов она также сотрудничала с компанией Svenskt Tenn AB.
Помимо олова, Анна экспериментировала с таким «неженским» материалом, как чугун. В 1925 году она выполнила из чугуна ряд элементов для входа в шведский павильон на Всемирной выставке в Париже.
В 1928 году Уно Орен и Анна Петрус предложили совместный проект реорганизации парка в Карлскруне. Несмотря на все их усилия, этот проект не был реализован. Лишь в 2014 году в Уппсале открылся парк, названный в её честь (Anna Petrus park).
Анна Петрус-Лютткенс умерла в Кальмаре в 1949 году и была похоронена там же.